# Oscarverleihung 1992
Übersicht aller ausgezeichneten Filme

◄◄ | ◄ | 1988 | 1989 | 1990 | 1991 | Oscarverleihung 1992 | 1993 | 1994 | 1995 | 1996 | ► | ►►

Weitere Ereignisse
Die Oscarverleihung 1992 fand am 30. März 1992 im Dorothy Chandler Pavilion in Los Angeles statt. Es waren die 64th Annual Academy Awards. Im Jahr der Auszeichnung werden immer Filme des vergangenen Jahres ausgezeichnet, in diesem Fall also die Filme des Jahres 1991.
| Film                                       | N  | A |
| ------------------------------------------ | -- | - |
| Bugsy                                      | 10 | 2 |
| JFK – Tatort Dallas                        | 8  | 2 |
| Herr der Gezeiten                          | 7  | 0 |
| Das Schweigen der Lämmer                   | 7  | 5 |
| Die Schöne und das Biest                   | 6  | 2 |
| Terminator 2 – Tag der Abrechnung          | 6  | 4 |
| Thelma & Louise                            | 6  | 1 |
| Hook                                       | 5  | 0 |
| König der Fischer                          | 5  | 1 |
| Backdraft – Männer, die durchs Feuer gehen | 3  | 0 |
| Barton Fink                                | 3  | 0 |
| Boyz n the Hood – Jungs im Viertel         | 2  | 0 |
| Grüne Tomaten                              | 2  | 0 |
| Kap der Angst                              | 2  | 0 |
| Die Lust der schönen Rose                  | 2  | 0 |
| Star Trek VI: Das unentdeckte Land         | 2  | 0 |

## Zusammenfassung
Jonathan Demmes Psychothriller Das Schweigen der Lämmer wurde in den fünf Hauptkategorien ausgezeichnet (Film, Regie, Drehbuch, Hauptdarstellerin, Hauptdarsteller) und ist damit nach Es geschah in einer Nacht und Einer flog über das Kuckucksnest der dritte Film, dem dies gelang.
Anthony Hopkins und Jodie Foster wurden für ihre Darstellungen von Hannibal Lecter und Clarice Starling mit je einem Oscar ausgezeichnet (Bester Hauptdarsteller und Beste Hauptdarstellerin).
Oliver Stones Politthriller J.F.K. wurde mit Oscars für den besten Schnitt, an Pietro Scalia und Joe Hutshing und die beste Kamera an Robert Richardson prämiert.
Ridley Scotts Thelma & Louise gewann nur eine Trophäe für das beste Original-Drehbuch.
Auch das Drama Bugsy ging so gut wie leer aus, wegen des Triumphmarsches von Hannibal Lecter (Oscars für Szenenbild und Kostüm).
Die erfolgreiche Fortsetzung von Terminator, Terminator 2 – Tag der Abrechnung, gewann insgesamt vier Oscars, und zwar für das Make-up, den Tonschnitt, den Ton und für die visuellen Effekte. Der Walt-Disney-Zeichentrickfilm Die Schöne und das Biest, welcher in der Kategorie Bester Film nominiert war, gewann die beiden musikalischen Trophäen (Filmmusik und Song).

## Moderation
Billy Crystal führte zum dritten Mal in Folge als Moderator durch die Oscarverleihung. Die Präsentatoren der Kandidaten sind bei den jeweiligen Kategorien weiter unten aufgeführt.

## Gewinner und Nominierungen

### Bester Film
präsentiert von Paul Newman und Elizabeth Taylor
Das Schweigen der Lämmer (The Silence of the Lambs) – Ronald M. Bozman, Edward Saxon, Kenneth Utt
Bugsy – Warren Beatty, Barry Levinson, Mark Johnson
Herr der Gezeiten (The Prince of Tides) – Andrew Karsch, Barbra Streisand
JFK – Tatort Dallas (JFK) – A. Kitman Ho, Oliver Stone
Die Schöne und das Biest (Beauty and the Beast) – Don Hahn

### Beste Regie
präsentiert von Kevin Costner
Jonathan Demme – Das Schweigen der Lämmer (The Silence of the Lambs)
Barry Levinson – Bugsy
Ridley Scott – Thelma & Louise
John Singleton – Boyz n the Hood – Jungs im Viertel (Boyz n the Hood)
Oliver Stone – JFK – Tatort Dallas (JFK)

### Bester Hauptdarsteller
präsentiert von Kathy Bates
Anthony Hopkins – Das Schweigen der Lämmer (The Silence of the Lambs)
Warren Beatty – Bugsy
Robert De Niro – Kap der Angst (Cape Fear)
Nick Nolte – Herr der Gezeiten (The Prince of Tides)
Robin Williams – König der Fischer (The Fisher King)

### Beste Hauptdarstellerin
präsentiert von Michael Douglas
Jodie Foster – Das Schweigen der Lämmer (The Silence of the Lambs)
Geena Davis – Thelma & Louise
Laura Dern – Die Lust der schönen Rose (Rambling Rose)
Bette Midler – For the Boys – Tage des Ruhms, Tage der Liebe (For the Boys)
Susan Sarandon – Thelma & Louise

### Bester Nebendarsteller
präsentiert von Whoopi Goldberg
Jack Palance – City Slickers – Die Großstadt-Helden (City Slickers)
Tommy Lee Jones – JFK – Tatort Dallas (JFK)
Harvey Keitel – Bugsy
Ben Kingsley – Bugsy
Michael Lerner – Barton Fink

### Beste Nebendarstellerin
präsentiert von Joe Pesci
Mercedes Ruehl – König der Fischer (The Fisher King)
Diane Ladd – Die Lust der schönen Rose (Rambling Rose)
Juliette Lewis – Kap der Angst (Cape Fear)
Kate Nelligan – Herr der Gezeiten (The Prince of Tides)
Jessica Tandy – Grüne Tomaten (Fried Green Tomatoes)

### Bestes Originaldrehbuch
präsentiert von Robert Duvall und Anjelica Huston
Callie Khouri – Thelma & Louise
Meg Kasdan – Grand Canyon – Im Herzen der Stadt (Grand Canyon)
Richard LaGravenese – König der Fischer (The Fisher King)
John Singleton – Boyz n the Hood – Jungs im Viertel (Boyz n the Hood)
James Toback – Bugsy

### Bestes Adaptiertes Drehbuch
präsentiert von Robert Duvall und Anjelica Huston
Ted Tally – Das Schweigen der Lämmer (The Silence of the Lambs)
Pat Conroy, Becky Johnston – Herr der Gezeiten (The Prince of Tides)
Fannie Flagg, Carol Sobieski – Grüne Tomaten (Fried Green Tomatoes)
Agnieszka Holland – Hitlerjunge Salomon
Oliver Stone, Zachary Sklar – JFK – Tatort Dallas (JFK)

### Beste Kamera
präsentiert von Richard Gere
Robert Richardson – JFK – Tatort Dallas (JFK)
Adrian Biddle – Thelma & Louise
Allen Daviau – Bugsy
Stephen Goldblatt – Herr der Gezeiten (The Prince of Tides)
Adam Greenberg – Terminator 2 – Tag der Abrechnung (Terminator 2: Judgment Day)

### Bestes Szenenbild
präsentiert von Annette Bening
Dennis Gassner, Nancy Haigh – Bugsy
Mel Bourne, Cindy Carr – König der Fischer (The Fisher King)
Norman Garwood, Garrett Lewis – Hook
Dennis Gassner, Nancy Haigh – Barton Fink
Caryl Heller, Paul Sylbert – Herr der Gezeiten (The Prince of Tides)

### Bestes Kostüm-Design
präsentiert von Demi Moore
Albert Wolsky – Bugsy
Richard Hornung – Barton Fink
Corinne Jorry – Madame Bovary
Ruth Myers – Addams Family (The Addams Family)
Anthony Powell – Hook

### Bestes Make-up
präsentiert von Rebecca De Mornay und Christopher Lloyd
Jeff Dawn, Stan Winston – Terminator 2 – Tag der Abrechnung (Terminator 2: Judgment Day)
Greg Cannom, Christina Smith, Monty Westmore – Hook
Ed French, Michael Mills, Richard Snell – Star Trek VI: Das unentdeckte Land (Star Trek VI: The Undiscovered Country)

### Beste Filmmusik
präsentiert von Patrick Swayze
Alan Menken – Die Schöne und das Biest (Beauty and the Beast)
George Fenton – König der Fischer (The Fisher King)
James Newton Howard – Herr der Gezeiten (The Prince of Tides)
Ennio Morricone – Bugsy
John Williams – JFK – Tatort Dallas (JFK)

### Bester Song
präsentiert von Shirley MacLaine und Liza Minnelli
„Beauty and the Beast“ aus Die Schöne und das Biest (Beauty and the Beast) – Howard Ashman, Alan Menken
„Be Our Guest“ aus Die Schöne und das Biest (Beauty and the Beast) – Alan Menken, Howard Ashman
„Belle“ aus Die Schöne und das Biest (Beauty and the Beast) – Alan Menken, Howard Ashman
„(Everything I Do) I Do It for You“ aus Robin Hood – König der Diebe (Robin Hood: Prince of Thieves) – Bryan Adams, Michael Kamen, Robert John Lange
„When You’re Alone“ aus Hook – Leslie Bricusse, John Williams

### Bester Schnitt
präsentiert von Geena Davis und Susan Sarandon
Joe Hutshing, Pietro Scalia – JFK – Tatort Dallas (JFK)
Conrad Buff IV, Mark Goldblatt, Richard A. Harris – Terminator 2 – Tag der Abrechnung (Terminator 2: Judgment Day)
Gerry Hambling – Die Commitments (The Commitments)
Craig McKay – Das Schweigen der Lämmer (The Silence of the Lambs)
Thom Noble – Thelma & Louise

### Bester Tonschnitt
präsentiert von Sharon Stone  
Gloria S. Borders, Gary Rydstrom – Terminator 2 – Tag der Abrechnung (Terminator 2: Judgment Day)
Richard Hymns, Gary Rydstrom – Backdraft – Männer, die durchs Feuer gehen (Backdraft)
F. Hudson Miller, George Watters II – Star Trek VI: Das unentdeckte Land (Star Trek VI: The Undiscovered Country)

### Beste Tonmischung
präsentiert von Daryl Hannah und Edward James
Tom Johnson, Lee Orloff, Gary Rydstrom, Gary Summers – Terminator 2 – Tag der Abrechnung (Terminator 2: Judgment Day)
Tom Fleischman, Christopher Newman – Das Schweigen der Lämmer (The Silence of the Lambs)
David J. Hudson, Doc Kane, Mel Metcalfe, Terry Porter – Die Schöne und das Biest (Beauty and the Beast)
Gregg Landaker, Tod A. Maitland, Michael Minkler – JFK – Tatort Dallas (JFK)
Gary Rydstrom, Gary Summers, Randy Thom, Glenn Williams – Backdraft – Männer, die durchs Feuer gehen (Backdraft)

### Beste Visuelle Effekte
präsentiert von Diane Ladd und Laura Dern
Dennis Muren, Robert Skotak, Gene Warren Jr., Stan Winston – Terminator 2 – Tag der Abrechnung (Terminator 2: Judgment Day)
Scott Farrar, Allen Hall, Clay Pinney, Mikael Salomon – Backdraft – Männer, die durchs Feuer gehen (Backdraft)
Eric Brevig, Harley Jessup, Michael Lantieri, Mark Sullivan – Hook

### Bester Dokumentarfilm (Kurzfilm)
präsentiert von Spike Lee und John Singleton
Deadly Deception: General Electric, Nuclear Weapons and Our Environment – Debra Chasnoff
Chasseurs des ténèbres – Alain Majani d’Inguimbert, Éric Valli
A Little Vicious – Immy Humes
The Mark of the Maker – David McGowan
Memorial: Letters from American Soldiers – Bill Couturié, Bernard Edelman

### Bester Dokumentarfilm (Langform)
präsentiert von Spike Lee und John Singleton
Im Schatten der Stars (In the Shadow of the Stars) – Allie Light, Irving Saraf
Death on the Job – Vince DiPersio, Bill Guttentag
Doing Time: Life Inside the Big House – Alan Raymond, Susan Raymond
Das ruhelose Gewissen (The Restless Conscience: Resistance to Hitler Within Germany 1933–1945) – Hava Kohav Beller
Wild by Law – Diane Garey, Lawrence Hott

### Bester Fremdsprachiger Film
präsentiert von Sylvester Stallone
Mediterraneo, Italien – Gabriele Salvatores
Children of Nature – Eine Reise (Börn náttúrunnar), Island – Friðrik Þór Friðriksson
Der Ochse (Oxen), Schweden – Sven Nykvist
Rote Laterne (Da hong deng long gao gao gua), Hongkong – Zhang Yimou
Die Volksschule (Obecná škola), Tschechoslowakei – Jan Svěrák

### Bester Kurzfilm (Animiert)
Manipulation – Daniel Greaves
Blackfly – Christopher Hinton
Strings – Wendy Tilby

### Bester Kurzfilm (Live Action)
präsentiert von Dana Carvey und Mike Myers
Session Man – Robert N. Fried, Seth Winston
Birch Street Gym – Thomas R. Conroy, Stephen Kessler
Last Breeze of Summer – David M. Massey

## Ehren-Oscars

### Honorary Award
präsentiert von Audrey Hepburn
- Satyajit Ray

### Gordon E. Sawyer Award
präsentiert von Ray Bradbury
- Ray Harryhausen

### Irving G. Thalberg Memorial Award
präsentiert von Steven Spielberg
- George Lucas

### Medal of Commendation
- Joseph F. Westheimer & Richard J. Stumpf
- Pete Comandini & Richard Dayton